# Aganmalomè
Aganmalomè är ett arrondissement i kommunen Kpomassè i Benin. Det hade 4 566 invånare år 2002.